# گلناز وکیل‌گیلانی
گلناز وکیل‌گیلانی چوگان‌باز ایرانی است که از ۳۰ فروردین ۱۳۹۵، ریاست فدراسیون چوگان ایران را بر عهده داشت و توسط داورزنی برکنار شد.